# Cumulus

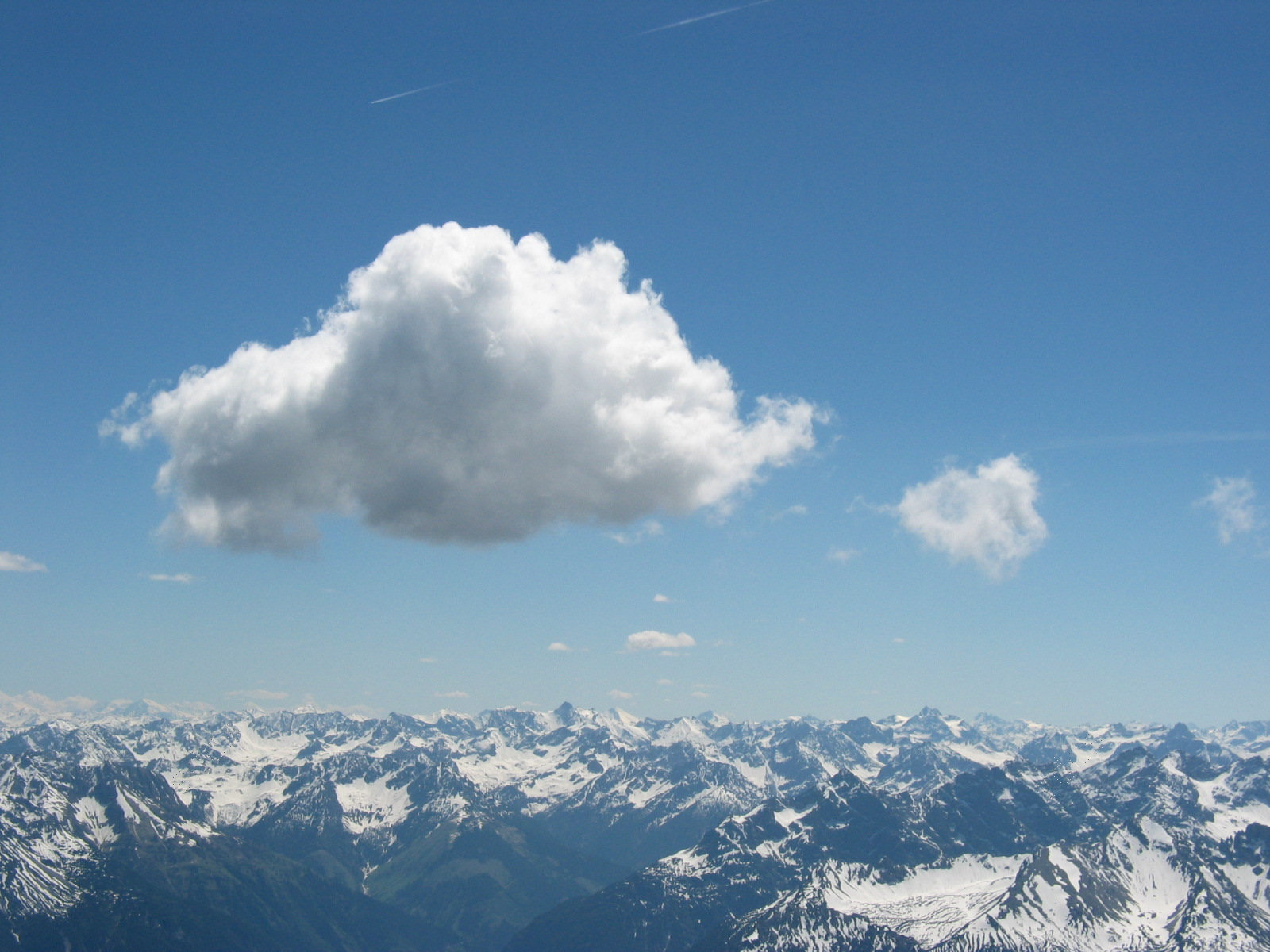
Nuvens do tipo cumulus humilis (maior) e cumulus fractus (menores ao fundo) pairando sobre os Alpes de Lechtal na Áustria.

Os cúmulos ou, do latim, cumulus, são nuvens de contornos nítidos, com base aplainada e bem definidas, formadas em baixas altitudes. Tipicamente, surgem a partir de correntes de convecção, que leva a humidade da superfície para regiões mais altas da atmosfera, onde formam-se gotículas de água que condensam-se. Apresentam-se sob os mais diversos tamanhos, desde pequenos fragmentos esfarrapados, cumulus fractus, a nuvens maiores com forma bem definida, cumulus humilis e cumulus mediocris, atingindo até um importante desenvolvimento vertical, cumulus congestus que, por sua vez, pode se transformar em um cumulonimbus.
Outros tipos de nuvens podem apresentar formatos cumuliformes similares às nuvens cúmulos, em diversos níveis de altitude, como os estrato-cúmulos em atitudes médias e os cirro-cúmulos em grandes altitudes. Nuvens com formatos de cúmulos foram detectados também em outros planetas do Sistema Solar, geralmente associadas a correntes convectivas ascendentes.

## Formação

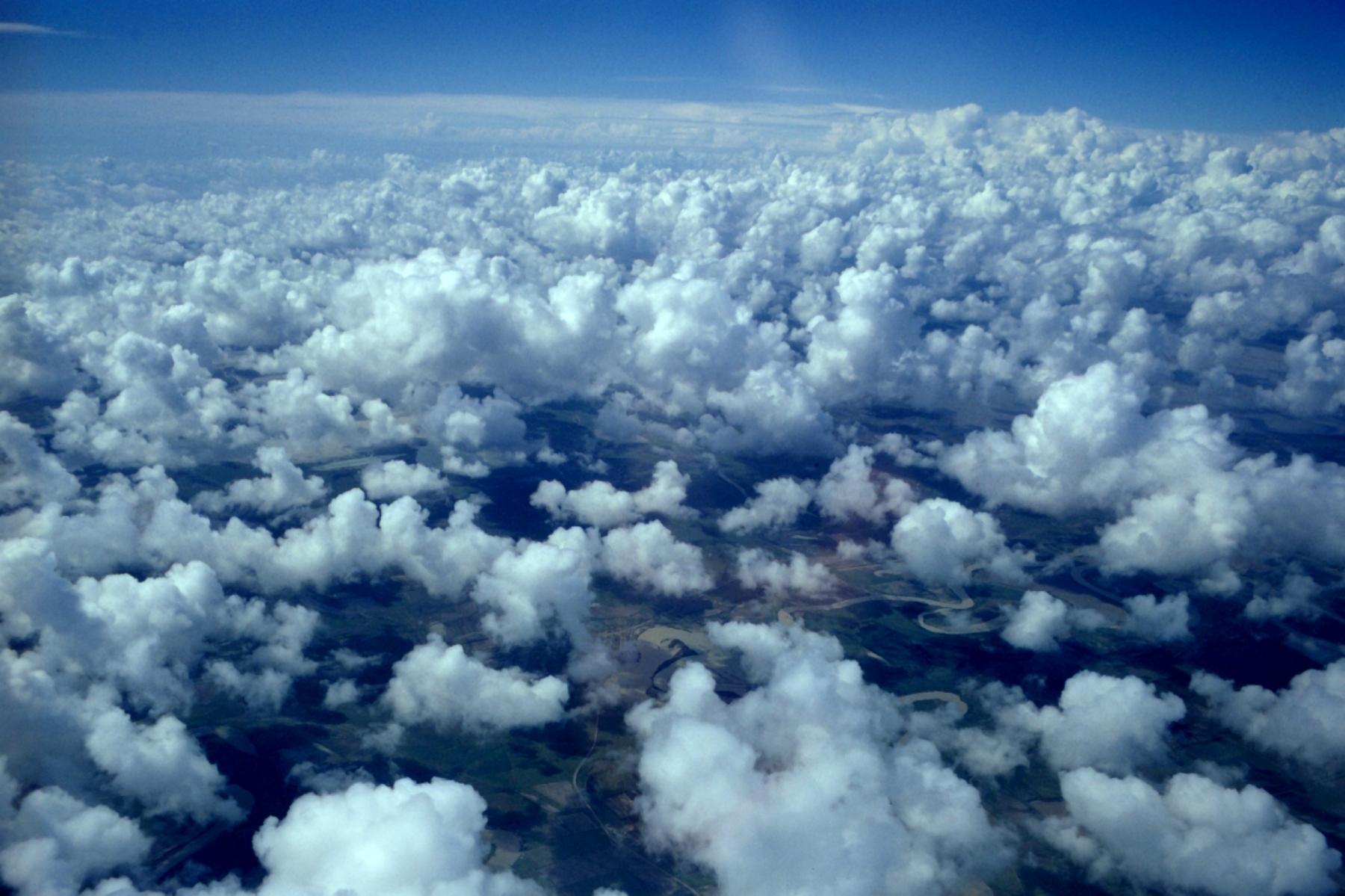
Muitos cúmulos em uma fotografia aérea.

As nuvens cúmulos se formam a partir da convecção atmosférica, quando o ar aquecido na superfície sobe. Á medida que ganha altitude, a temperatura cai (de acordo com o gradiente adiabático), fazendo com que a humidade relativa do ar cresça. Ao atingir determinada altitude, a humidade relativa chega a cem por cento, e a fase "adiabática húmida" se inicia. Como a humidade do ar chega ao máximo, a água se condensa, libertando calor latente, que aquece o ar e favorece ainda mais o processo de convecção.
Nesta fase, o vapor de água se condensa ao redor de vários núcleos de condensação presentes, formando a nuvem cúmulos. Isto cria seu formato característico, com uma base achatada e um aspeto macio e bem definido. O tamanho da nuvem depende do gradiente de temperatura atmosférico, bem como da existência de certas condições especiais, como a inversão térmica. Durante a convecção, o ar cincundante é carregado junto com a corrente ascendente, aumentando a massa total de ar deslocada para as camadas superiores atmosféricas. A chuva forma-se numa nuvem cúmulos a partir de dois estágios. O primeiro ocorre quando as pequenas gotículas coalescem nos vários núcleos de condensação. A tensão superficial nas gotículas de água cria uma pressão ligeiramente maior na gotícula, elevando a pressão de vapor. Esta pressão maior faz com que as gotículas evaporem e o vapor posteriormente seja incorporado em gotículas maiores. Devido ao tamanho extremamente reduzido das gotículas de água, este processo se torna insignificante quando as gotículas maiores atingem de 20 a 30 micrometros, quando a segunda etapa do processo se inicia. Nesta fase de acreção, a gota de chuva começa a cair, e outras gotas colidem e se incorporam a ela, formando gotas maiores. De acordo com uma relação matemática que predizia que o raio da gotícula cresceria indefinidamente em um intervalo de tempo finito.

## Descrição

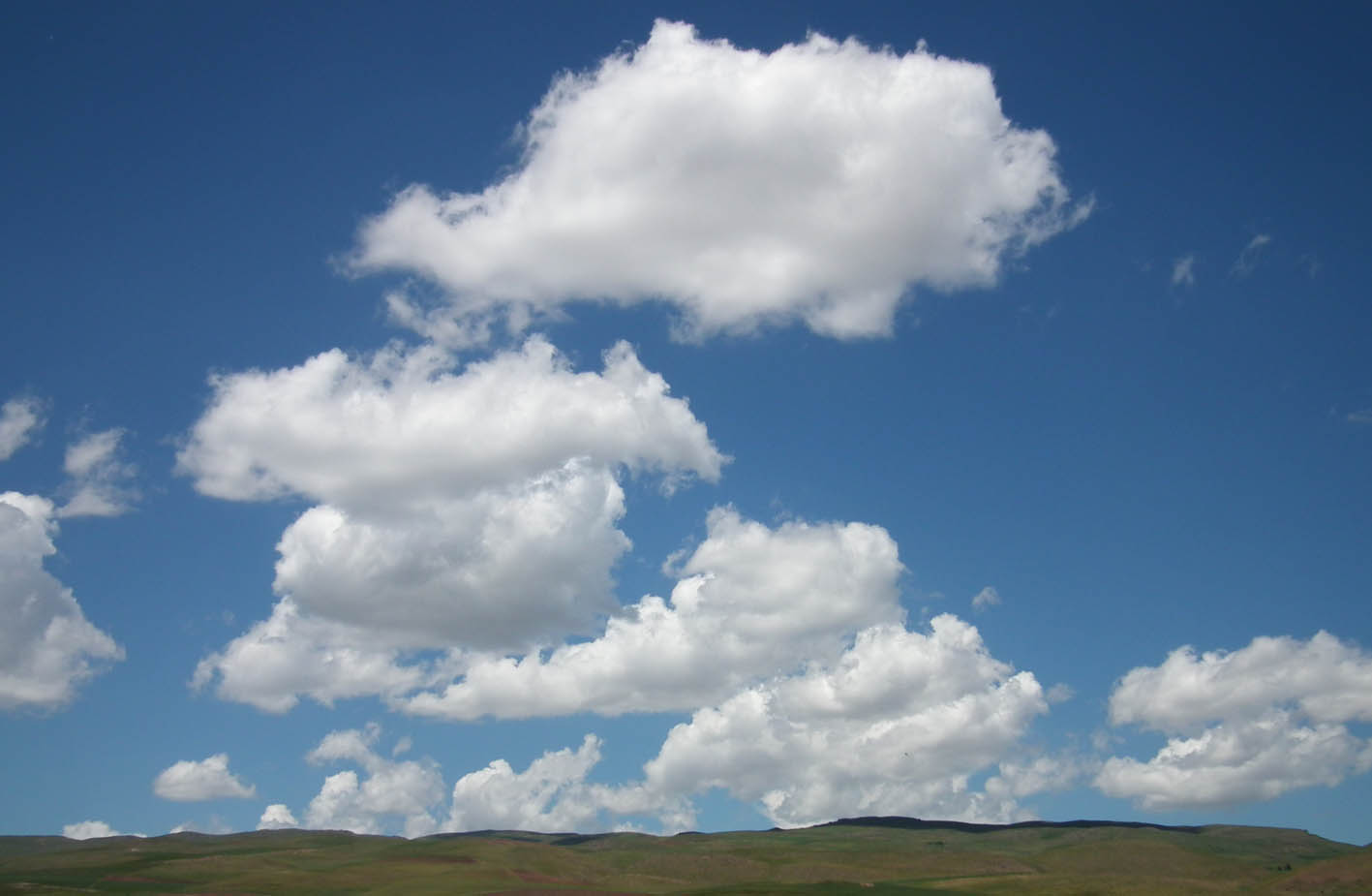
Cumulus humilis.

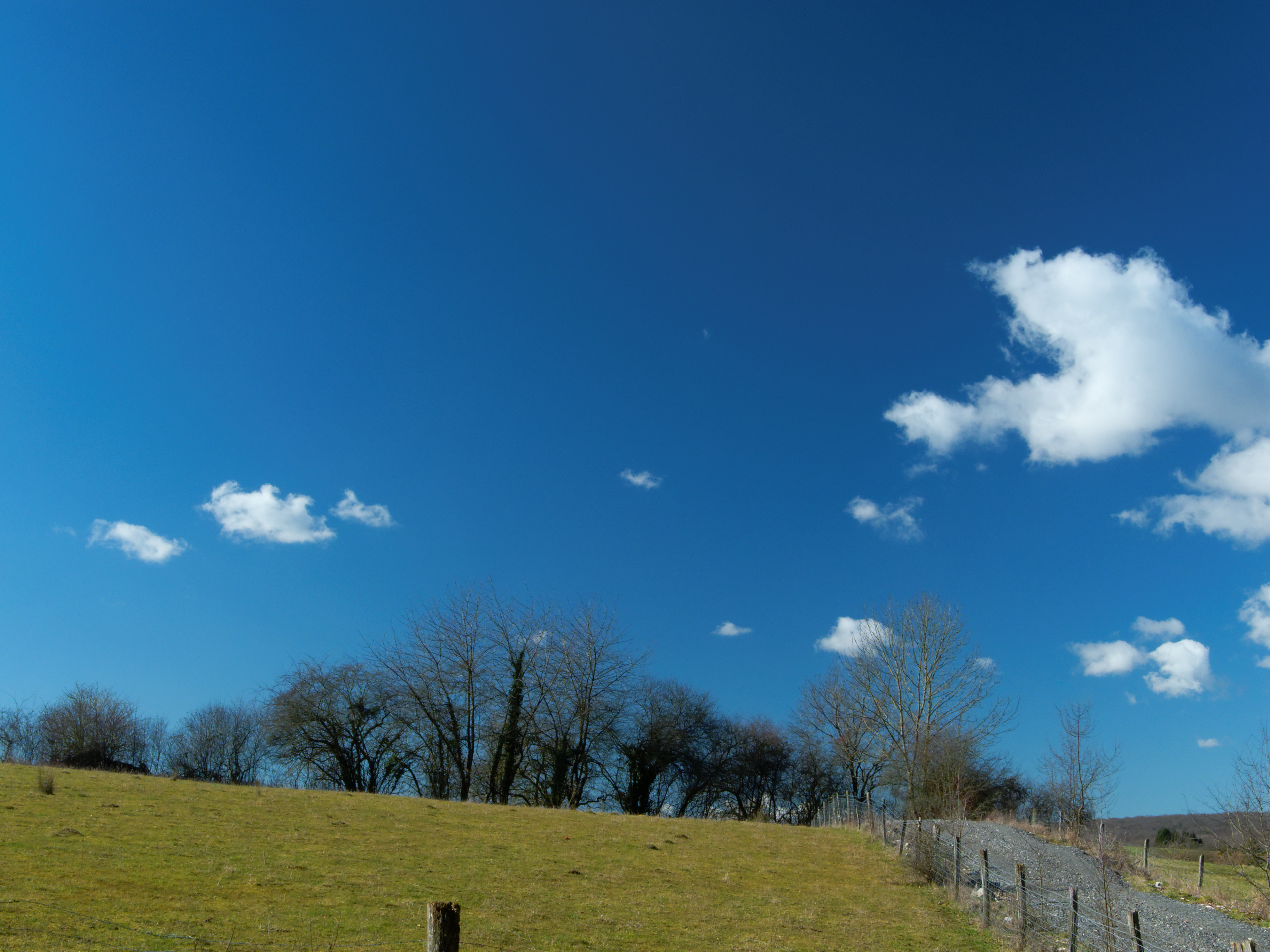
Cumulus fractus.

A densidade de água líquida em uma nuvem cúmulo varia conforme a altitude acima de sua base, ao invés de ser constante em toda sua extensão. Na base, a concentração era mínima, 0 gramas por quilograma de ar. Mas conforme a altitude aumenta, a concentração aumenta rapidamente para a concentração máxima próxima ao centro da nuvem, chegando a 1,25  gramas de água por quilograma de ar. Acima deste nível, a concentração decresce gradualmente até o topo, onde a concentração novamente é zero.
Cúmulos podem ser formar em linhas estendendo-se por mais de 480 quilômetros, formando uma espécie de linha ou estrada. Se formam quando correntes de vento causa a circulação horizontal de massas de ar na atmosfera, produzindo longas extensões de nuvens cúmulos alinhadas. Se formam geralmente durante sistemas de alta pressão atmosférica, como após a passagem de uma frente fria.

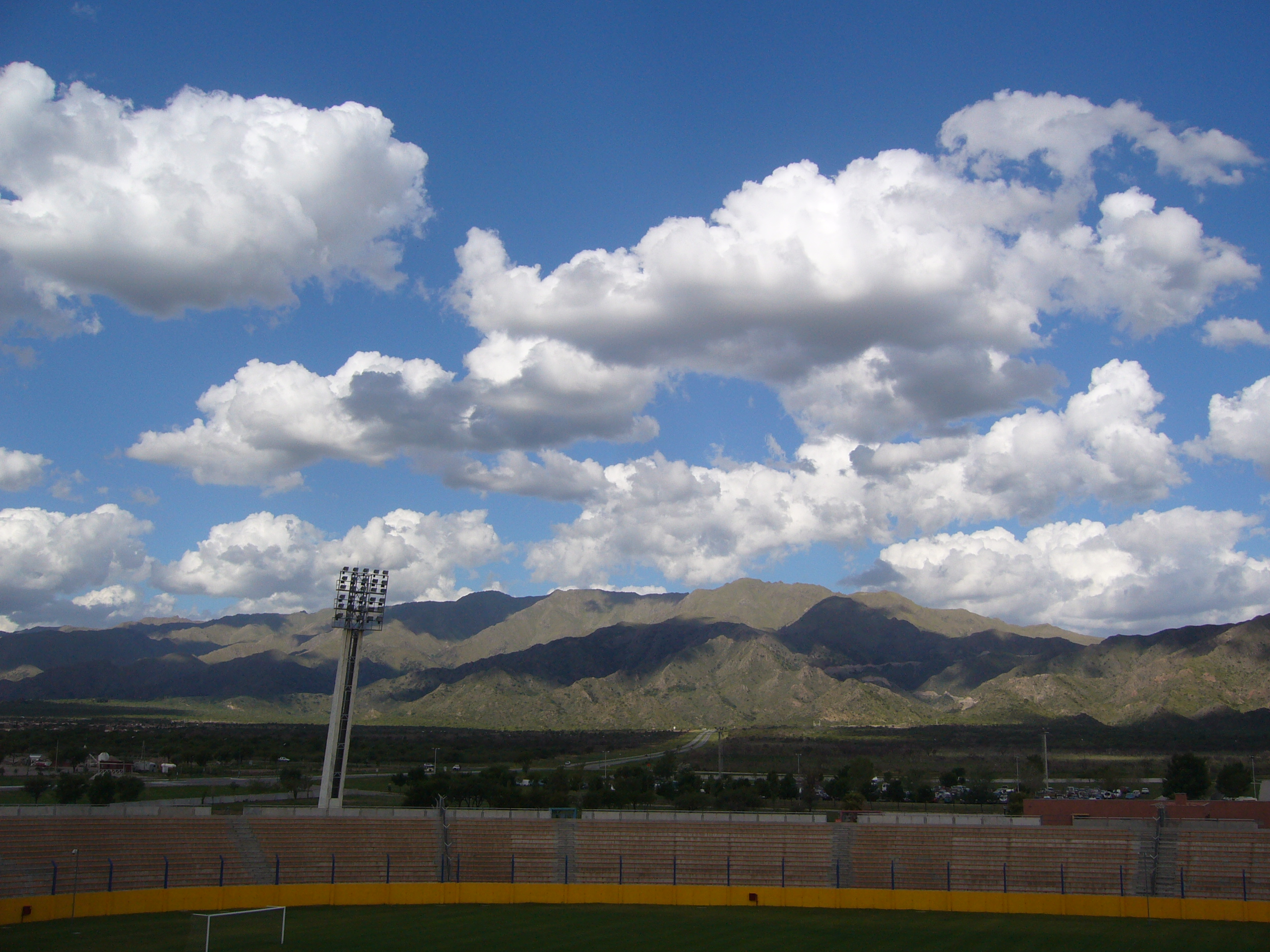
Cumulus mediocris.

A altitude na qual os cúmulos se formam dependem da umidade na corrente de ar que a forma. Altos teores de umidade geralmente resultam em uma base localizada a menores altitudes. Em regiões temperadas, a base dos cúmulos estão abaixo de 550 metros acima do nível do solo, mas podem estar até a 2 400 metros, enquanto que em regiões áridas e montanhosas podem estar acima de 6 100 metros.
As nuvens cúmulos podem ser formadas por cristais de gelo, gotículas de água, gotículas super-arrefecidas de água ou uma mistura deles. As gotículas de água formam-se quando o vapor condensa no núcleo de condensação, que coalescem em gotículas cada vez maiores. Em zonas temperadas, a concentração de gotículas no interior da nuvem varia entre 23 a 1 300 gotículas por centímetro cúbico, em nuvens que estavam em fase de crescimento sem apresentar precipitação. As gotículas eram muito pequenas, com diâmetros inferiores a cinco micrómetros, embora as gotículas ainda menores devem existir. As gotículas menores concentram-se na parte inferior da nuvem, com a quantidade de gotículas maiores (entre 20 e 30 micrómetros) crescendo até ao topo. A distribuição se mostrou ainda simétrica no interior da nuvem. Além disso, a concentração de gotículas por unidade de volume de ar é inversamente proporcional ao tamanho das gotículas. Os "buracos" na nuvem, onde não há gotículas de água, são provocados por correntes de ar circundantes que entram na nuvem.

### Tipos
Cúmulos aparecem em quatro espécies distintas, cumulis humilis, mediocris, congestus, e fractus. Estas espécies podem ser organizadas de acordo com a variedade, cumulus radiatus; ou podem ser acompanhadas com outras características, cumulus pileus, velum, virga, praecipitatio, arcus, pannus, e tuba.
A espécie cumulus fractus tem um aspecto esfarrapado e é precursora para o cumulus humilis e outras espécies maiores de cúmulos; ou pode se formar durante a precipitação como a característica suplementar pannus,  os quais podem incluir também stratus fractus de mau tempo. Cumulus humilis aparecem com uma textura aveludada, e formas achatadas. Cumulus mediocris são similares, mas apresentam maior desenvolvimento vertical. Cumulus congestus possuem uma estrutura que lembra uma couve-flor e se estendem para grandes altitudes na atmosfera, sendo chamados também de "cúmulos-torre". The variety Cumulus radiatus  formam-se em bandas radiais e podem incluir as quatro espécies de cúmulos.
Características suplementares nos cúmulos são vistos principalmente com a espécie congestus. Cumulus virga são nuvens que possuem virga (precipitação que se evapora antes de chegar ao solo), e cumulus praecipitatio que produzem chuva. Cumulus pannus são nuvens com aspecto de fragmentos esfarrapados que estão geralmente associados à precipitação. Cumulus arcus tem uma frente de condensação com a forma de arco e cumulus tuba tem nuvens em forma de funil ou tubo ou mesmo tornados. Cumulus pileus são aquelas que apresentam crescimento vertical rápido, de forma que surgem o pileus sobre seu topo. Cumulus velum tem uma estrutura formada por cristais de gelo em sua parte superior.

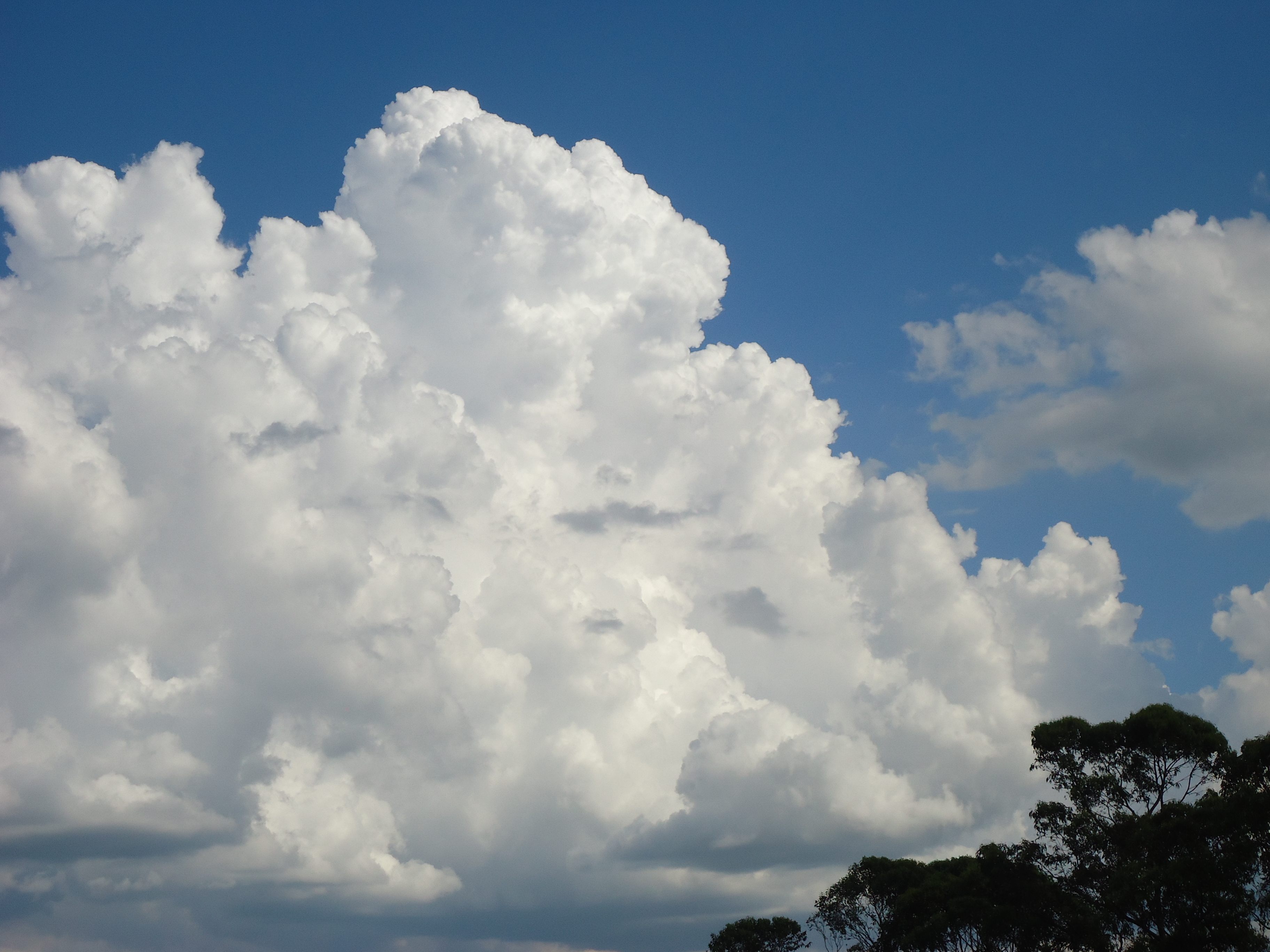
Cumulus congestus.

Cumulus humilis geralmente indicam tempo firme. Cumulus mediocris são similares, exceto pelo fato de que podem apresentar desenvolvimento vertical, o que implica que podem se desenvolver até se tornarem cumulus congestus ou mesmo um cúmulo-nimbo, que produzem pancadas de chuva, raios, ventos fortes, granizo ou mesmo tornados. Cumulus congestus normalmente crescem até se tornarem cúmulos-nimbos. A existência de cúmulos é um indicador da existência de correntes de ar ascendentes, as térmicas, que representam condições adversas para ultraleves, como o Glider, que podem ser sugados para o interior da nuvem e levados para grandes altitudes.
Cúmulos também podem produzir chuva ácida, que está relacionada à oxidação do dióxido de enxofre, que possui alto poder de acidificação, produzindo íons de sulfato. Os principais componentes oxidantes são peróxido de hidrogênio e ozônio. Vários óxidos de nitrogênio também podem reagir com hidróxido para formar ácidos.

## Interação climática

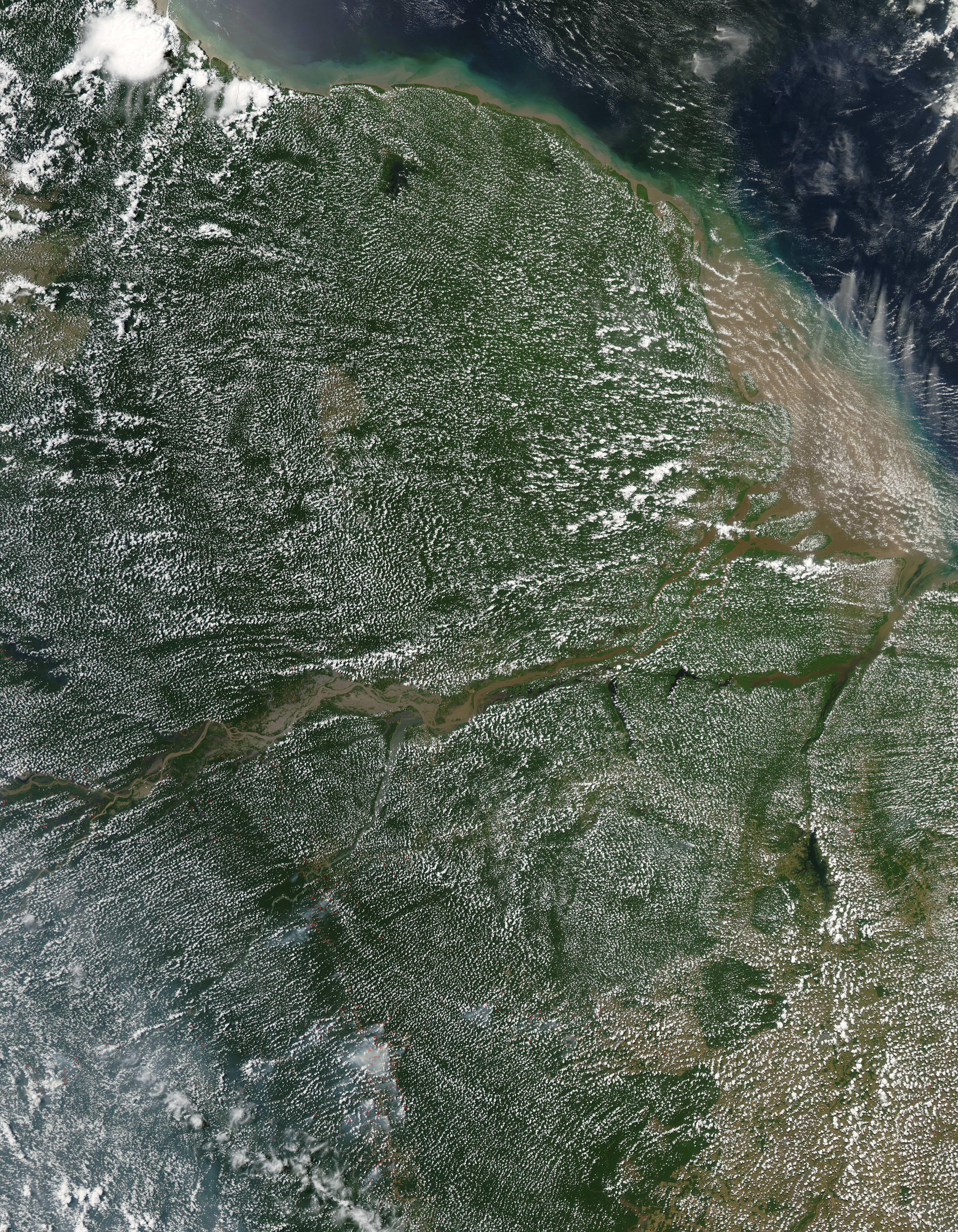
Muitos cúmulos se formam sobre a floresta amazônica, devido ao calor e à umidade.

Devido à sua refletividade, as nuvens esfriam a superfície terrestre em cerca de 12°C, que é promovido especialmente pelas nuvens do tipo estrato-cúmulos. Entretanto, simultaneamente, aquecem a Terra em cerca de de 7°C refletindo a radiação térmica de volta para a superfície, como uma estufa. Desta forma, as nuvens são responsáveis por esfriar em somente 5°C em média, a superfície do planeta.
Cúmulos, por outro lado, possuem efeito variável no aquecimento da superfície. Os cumulus congestus e cumulonimbus, de maior desenvolvimento vertical carregam consigo umidade que pode dar origem à formação de nuvens do tipo cirrus, cuja presença seria responsável por prender mais calor na superfície o que, por sua vez, seria responsável pela formação de mais cumulus congestus, levando ainda mais umidade para a alta atmosfera.

## Relação com outros tipos de nuvens
Os cúmulos são um gênero de nuvens convectivas das camadas inferiores da atmosfera que estão relacionadas com outros tipos de nuvem cumuliformes ou estratocumuformes. Estas nuvens se formam a partir de 2 000 metros acima do nível do solo por todo o planeta. Nuvens do tipo estrato também são de altitudes menores. Em altitudes médias, entre 2 000 e 7 000 metros nas regiões polares e temperadas e 7 600 nas regiões tropicais, estão as nuvens estratocumuliformes e cumuliformes associadas a correntes convectivas limitadas. Nas camadas superiores, estão as nuvens do tipo cirro que, eventualmente, apresentam um aspecto cumuliforme, e cuja altitude pode variar de 3 000 a 7 600 metros em regiões polares a 18 000 metros em regiões tropicais. Cúmulos-nimbos, assim como cumulus congestus, desenvolvem-se verticalmente, atingindo vários quilômetros de extensão vertical.

### Cirrocumulus

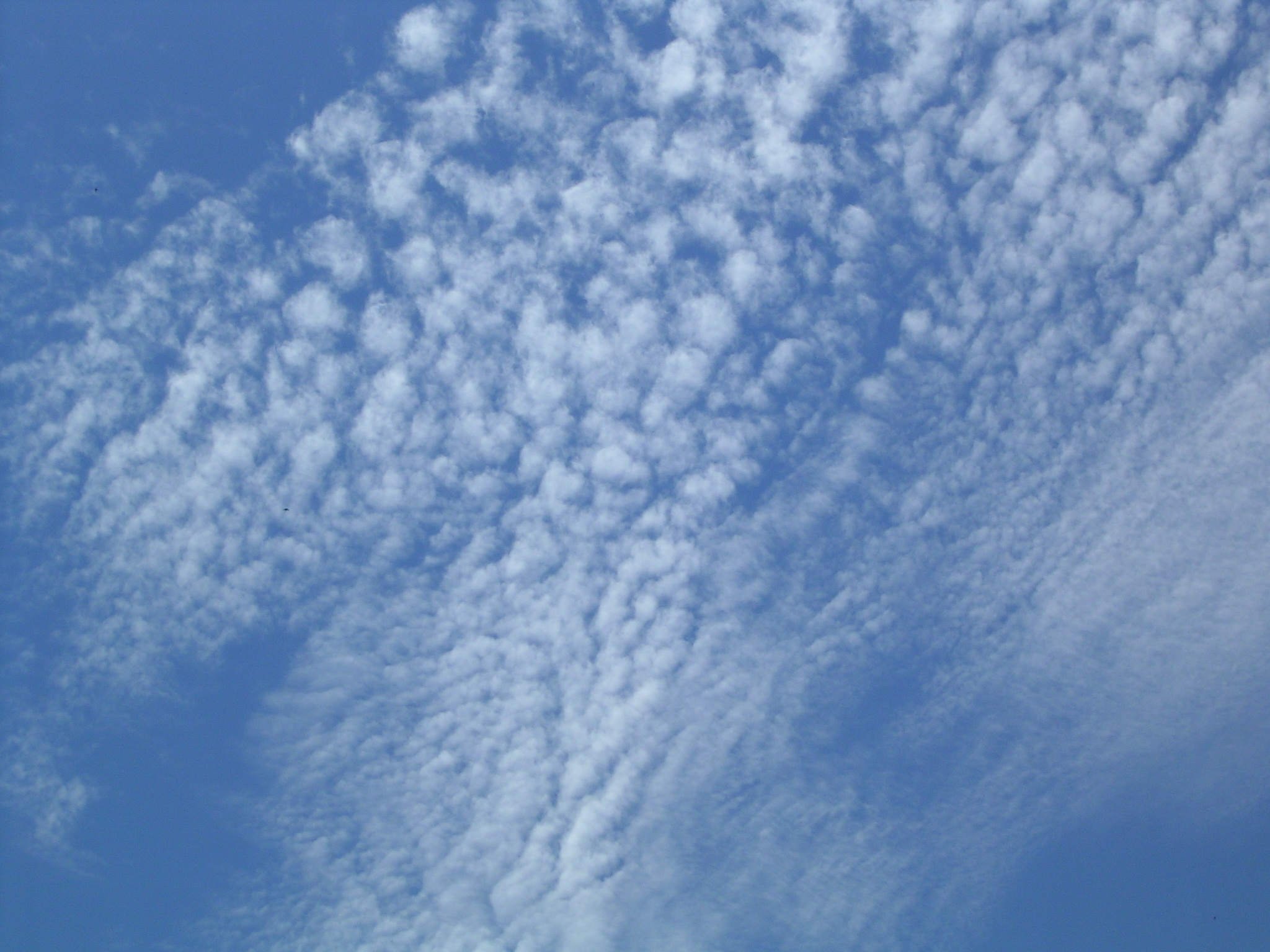
Cirrocumulus com características estratiformes.

Os cirro-cúmulos se formam em faixas e não são capazes de bloquear a luz solar. Comumente aparecem em um padrão regular, cheio de rachaduras ou em conjuntos de nuvens com faixas entre elas. Cirrocumulus são, como os outros membros de formato cumuliforme ou estratocumuliforme, formados por processos convectivos. Crescimento significativo destas faixas indicam instabilidade em grandes altitudes e podem significar a mudança das condições meteorológicas locais. Os cristais de gelo nas camadas inferiores dos cirro-cúmulos tendem a adquirir formatos de cilindros hexagonais. Eles não são sólidos, mas tendem a ter formato afunilado a partir de suas extremidades. Em direção ao topo da nuvem, estes cristais tem a tendência de se aglomerar.
Estas nuvens possuem duração curta e tendem a se transformar em cirros, pois conforme o vapor de água continua a se depositar nos cristais de gelo, eles começam a cair, destruindo a corrente convectiva. A nuvem então se dissipa sob a forma de cirros. Cirro-cúmulos podem se apresentar sob quatro espécies que são comuns aos três gêneros que possuem características convectivas ou estratocumuliformes: stratiformis, lenticularis, castellanus, e floccus. Elas são iridescentes quando são constituídas por gotículas de água super-resfriada de tamanhos aproximadamente uniformes.

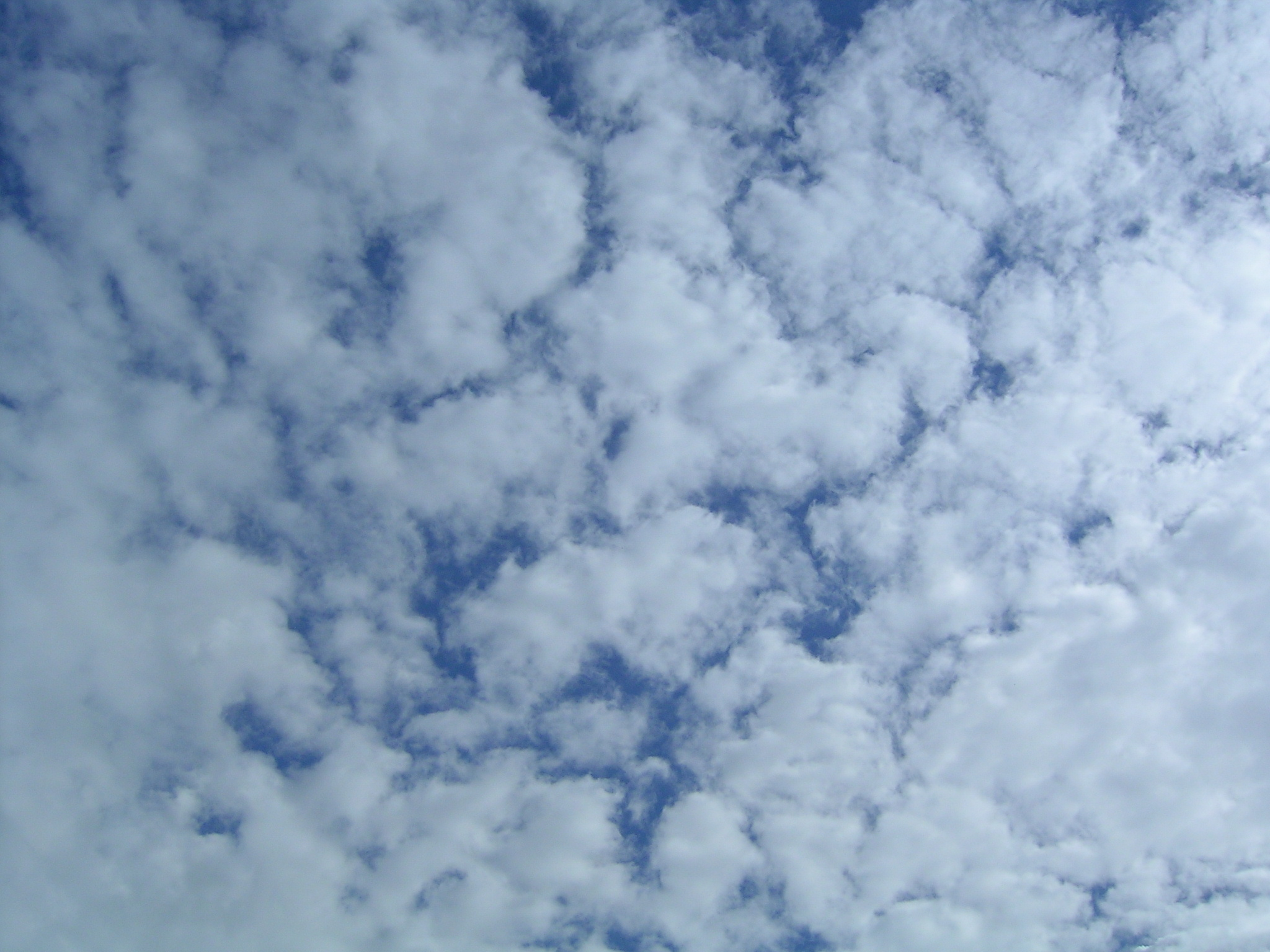
Altocumulus stratiformis.

### Altocumulus
Alto-cúmulos são nuvens de altitudes médias que se formam a partir de 2 000 metros até 4 000 metros em regiões polares, 7 000 em zonas temperadas e 7 600 metros em regiões tropicais. Podem produzir precipitação e são compostas por uma mistura de cristais de gelo, água super-resfriada e gotículas de água em latitudes médias. Contudo, a concentração de água líquida é significantemente maior que a concentração de cristais de gelo, estando concentrada sobretudo no topo, enquanto o gelo fica nas camadas inferiores da nuvem. Os cristais de gelo na base dos alto-cúmulos possuem formato de detritos ou conglomerados enquanto formatos de placas e agulhas estão concentrados no seu topo. Alto-cúmulos podem se formar pela convecção ou pela elevação do ar causado por uma frente quente. Pelo fato dos alto-cúmulos serem um gênero de convecção limitada, são divididas da mesma foram que os cirros-cúmulos. 

### Stratocumulus

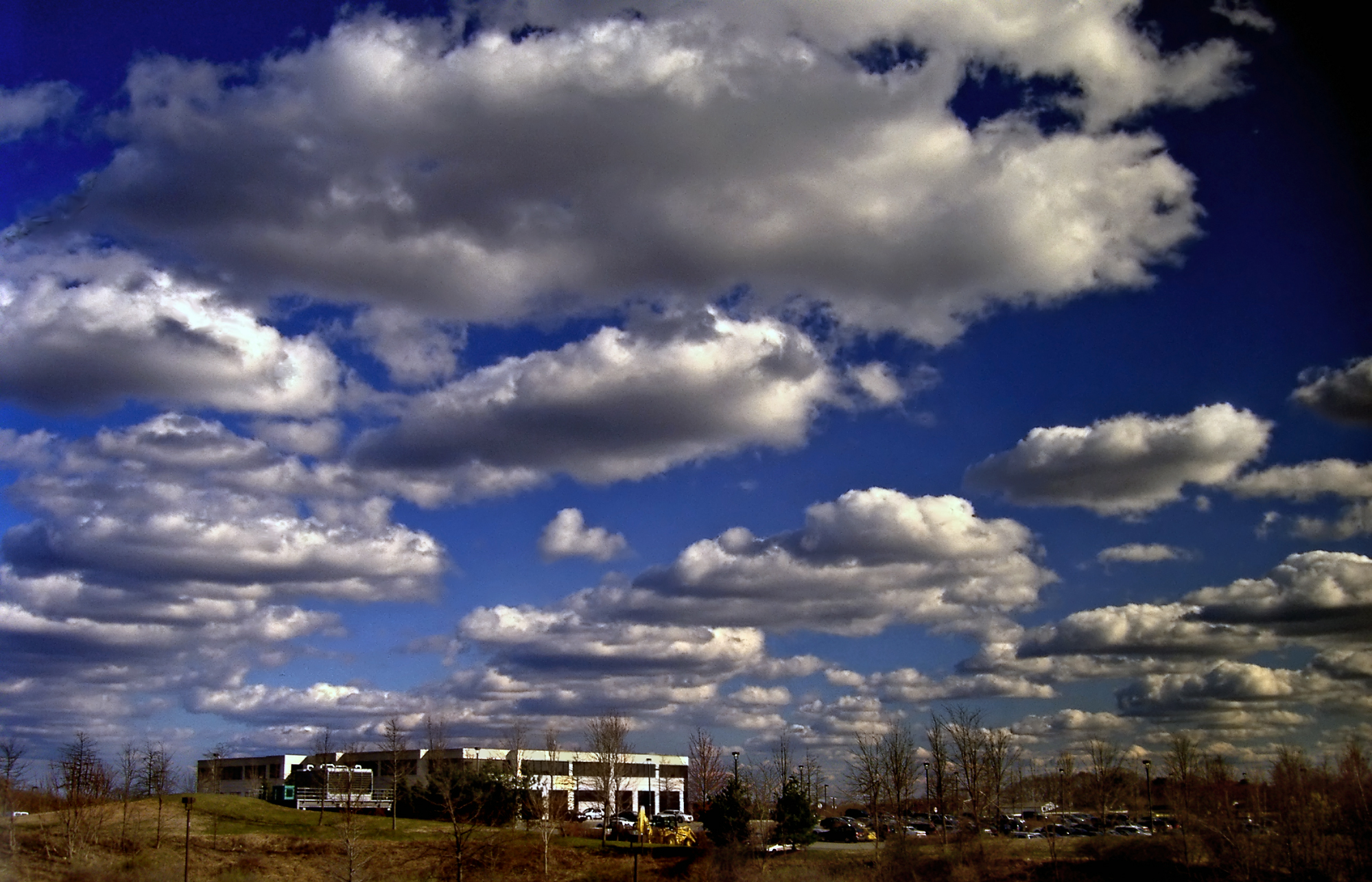
Stratocumulus stratiformis.

Uma nuvem estrato-cúmulo é outro tipo de nuvem que adquire formato cumuliforme ou estratocumuliforme. Assim como os cúmulos, se formam em níveis baixos e por convecção. Entretanto, diferentemente dos cúmulos, seu crescimento é quase completamente retardado por uma forte inversão. Como resultado, adquirem formato achatado como nuvens estratos, com aspecto de camadas. São um dos tipos mais comuns de nuvens, cobrindo em média vinte e três por cento dos oceanos e doze por cento dos continentes. São menos comuns em regiões tropicais e comumente se formam após a passagem de uma frente fria. São capazes ainda de refletir boa parte da luz solar, contribuindo para o resfriamento da superfície. Estrato-cúmulos podem produzir garoa, que estabiliza a nuvem pelo seu aquecimento e reduzido a turbulência em seu interior. Sendo uma nuvem de convecção limitada, estrato-cúmulos são dividos em três espécies: stratiformis, lenticularis, e castellanus, que são comuns a outros tipos de nuvem de formato estratocumulifomre.

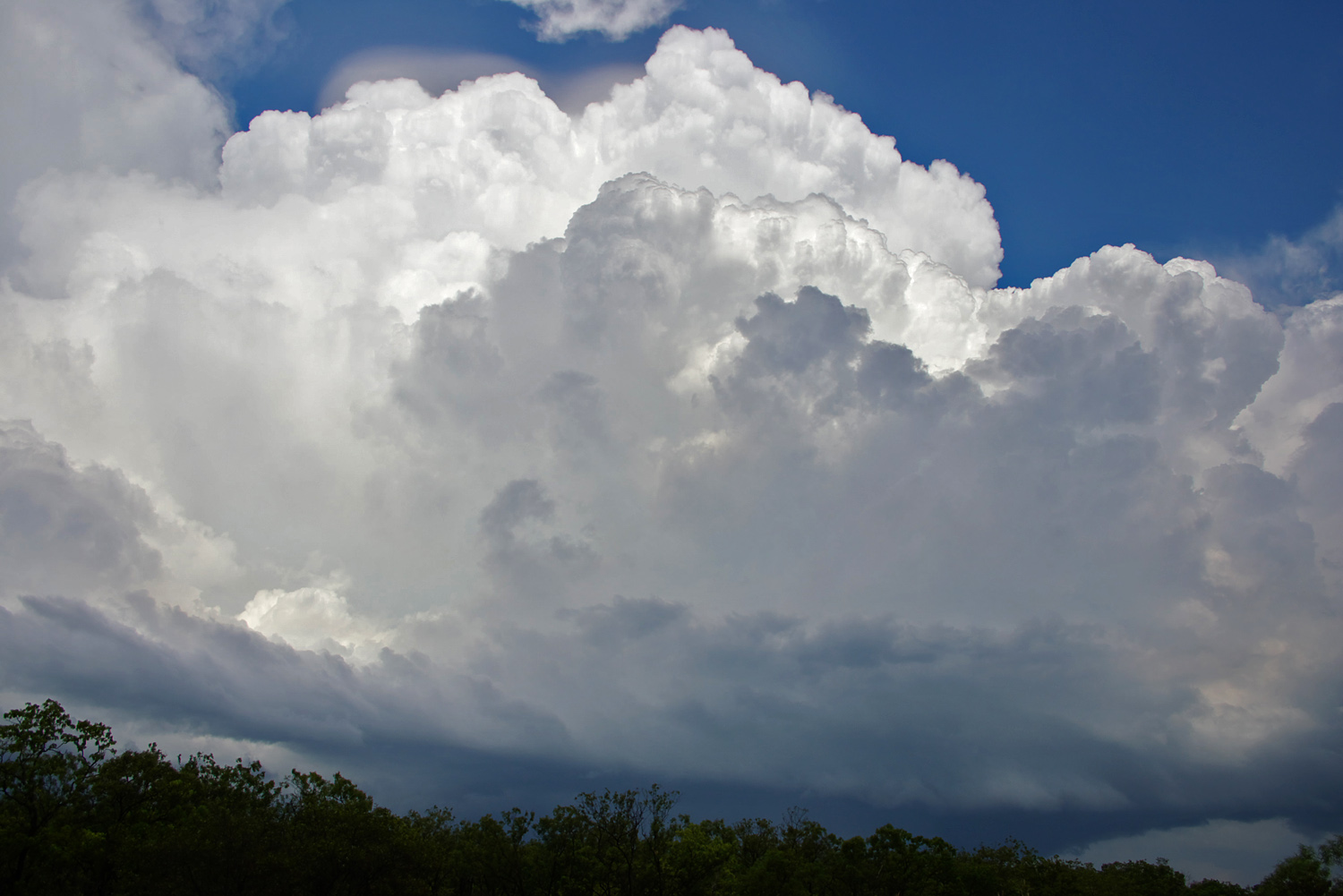
Cumulonimbus

### Cumulonimbus
Os cúmulo-nimbos são o estágio final de desenvolvimento das nuvens do tipo cúmulo. Formam-se quando o cumulus congestus desenvolvem uma corrente de ar ascendente vertical em seu interior que impulsionam seu crescimento para as camadas mais altas até atingirem a tropopausa, a 18 000 metros de altitude. Os cumulo-nimbus são responsáveis por produzir tempo severo, causando fortes pancadas de chuvas, raios, trovoadas, ventos fortes e até mesmo tornados.

## Ocorrência extraterrestre
Algumas nuvens de aspecto cumuliforme foram encontradas em vários planetas do Sistema Solar. Em Marte, o orbitador Viking detectou cirro-cúmulos e estrato-cúmulos se formando por processos convectivos primariamente próximo às calotas polares do planeta. A sonda Galileo detectou grandes cúmulo-nimbos próximo à Grande Mancha Vermelha, uma gigantesca tempestade ciclônica em Júpiter. Nuvens cumuliformes também foram identificadas em Saturno. Em 2008, a sonda Cassini determinou que os cúmulos próximos ao polo sul de Saturno faziam parte de um ciclone com mais de 4 000 quilômetros de diâmetro. O observatório de Keck detectou cúmulos de cor esbranquiçada em Urano. Assim como Urano, Netuno possui nuvens brancas, formadas por cristais de metano. Vênus, entretanto, parece não apresentar nuvens cúmulos.